# Arto Härkönen
Arto Kalevi Härkönen (Helsinque, 31 de janeiro de 1959) é um atleta finlandês, campeão olímpico do lançamento de dardo em Los Angeles 1984, com a marca de 86,76 m. Sua melhor marca, também daquele ano, é de 92,40 metros.